# Communauté d'agglomération Tarbes-Lourdes-Pyrénées
La communauté d'agglomération Tarbes-Lourdes-Pyrénées est une communauté d'agglomération française, située dans le département des Hautes-Pyrénées en région Occitanie.

## Historique
La communauté d'agglomération Tarbes-Lourdes-Pyrénées est issue de la fusion, le 1er janvier 2017, de la communauté d’agglomération du Grand Tarbes et des communautés de communes du Pays de Lourdes, du canton d'Ossun, Bigorre-Adour-Échez, du Montaigu, Batsurguère et Gespe Adour Alaric.
La communauté d'agglomération a également succédé au Pays de Tarbes et de la Haute Bigorre, créé en 2004 qui regroupait le Grand Tarbes et les communautés de communes du canton d'Ossun et de la Haute-Bigorre, ce dernière n'ayant pas rejoint la nouvelle agglomération.

### Historique du logo

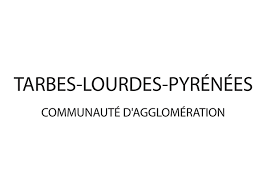
Premier logo.
Logo actuel.

## Territoire communautaire

### Composition
La communauté d'agglomération est composée des 86 communes suivantes :

| Nom                  | Code Insee | Gentilé         | Superficie (km2) | Population (dernière pop. légale) | Densité (hab./km2) |
| -------------------- | ---------- | --------------- | ---------------- | --------------------------------- | ------------------ |
| Juillan (siège)      | 65235      | Juillanais      | 8,2              | 4 019 (2022)                      | 490                |
| Adé                  | 65002      | Adéens          | 7,24             | 834 (2022)                        | 115                |
| Allier               | 65005      | Alliérois       | 3,69             | 441 (2022)                        | 120                |
| Les Angles           | 65011      | Anglesois       | 3,1              | 131 (2022)                        | 42                 |
| Angos                | 65010      | Angosois        | 2,98             | 227 (2022)                        | 76                 |
| Arcizac-Adour        | 65019      | Arcizacois      | 5,1              | 600 (2022)                        | 118                |
| Arcizac-ez-Angles    | 65020      | Arcizacais      | 1,93             | 254 (2022)                        | 132                |
| Arrayou-Lahitte      | 65247      | Lahittois       | 4,81             | 99 (2022)                         | 21                 |
| Arrodets-ez-Angles   | 65033      | Arrodetiens     | 4,79             | 113 (2022)                        | 24                 |
| Artigues             | 65038      | Artiguais       | 1,46             | 13 (2022)                         | 8,9                |
| Aspin-en-Lavedan     | 65040      | Aspinois        | 1,77             | 301 (2022)                        | 170                |
| Aureilhan            | 65047      | Aureilhanais    | 9,44             | 8 033 (2022)                      | 851                |
| Aurensan             | 65048      | Aurensannais    | 7,11             | 768 (2022)                        | 108                |
| Averan               | 65052      | Averanois       | 4,35             | 86 (2022)                         | 20                 |
| Azereix              | 65057      | Azereixiens     | 15,2             | 968 (2022)                        | 64                 |
| Barbazan-Debat       | 65062      | Barbazannais    | 9,78             | 3 495 (2022)                      | 357                |
| Barlest              | 65065      | Barlésiens      | 4,02             | 320 (2022)                        | 80                 |
| Barry                | 65067      | Barrois         | 2,54             | 133 (2022)                        | 52                 |
| Bartrès              | 65070      | Bartrésiens     | 7,31             | 510 (2022)                        | 70                 |
| Bazet                | 65072      | Bazétois        | 2,84             | 1 877 (2022)                      | 661                |
| Bénac                | 65080      | Bénacais        | 7,93             | 530 (2022)                        | 67                 |
| Berbérust-Lias       | 65082      | Berbéruziens    | 5,73             | 44 (2022)                         | 7,7                |
| Bernac-Debat         | 65083      | Bernacais       | 3,9              | 739 (2022)                        | 189                |
| Bernac-Dessus        | 65084      | Bernacais       | 4,6              | 283 (2022)                        | 62                 |
| Bordères-sur-l'Échez | 65100      | Borderais       | 15,95            | 5 394 (2022)                      | 338                |
| Bourréac             | 65107      | Bourréacais     | 1,26             | 118 (2022)                        | 94                 |
| Bours                | 65108      | Boursais        | 4,68             | 889 (2022)                        | 190                |
| Cheust               | 65144      | Cheustois       | 3,06             | 86 (2022)                         | 28                 |
| Chis                 | 65146      | Chissois        | 3,74             | 302 (2022)                        | 81                 |
| Escoubès-Pouts       | 65164      | Escoubésiens    | 2,77             | 94 (2022)                         | 34                 |
| Gardères             | 65185      | Gardérois       | 15,23            | 440 (2022)                        | 29                 |
| Gayan                | 65189      | Gayanais        | 2,78             | 267 (2022)                        | 96                 |
| Gazost               | 65191      | Gazostais       | 40,6             | 129 (2022)                        | 3,2                |
| Ger                  | 65197      | Gérois          | 1,94             | 158 (2022)                        | 81                 |
| Germs-sur-l'Oussouet | 65200      | Germsiens       | 12,96            | 101 (2022)                        | 7,8                |
| Geu                  | 65201      | Gélusiens       | 2,67             | 184 (2022)                        | 69                 |
| Gez-ez-Angles        | 65203      | Gézois          | 2,37             | 23 (2022)                         | 9,7                |
| Hibarette            | 65220      | Hibarettois     | 1,53             | 233 (2022)                        | 152                |
| Horgues              | 65223      | Horguais        | 4,49             | 1 201 (2022)                      | 267                |
| Ibos                 | 65226      | Iboscéens       | 32,88            | 2 921 (2022)                      | 89                 |
| Jarret               | 65233      | Jarretois       | 4,44             | 303 (2022)                        | 68                 |
| Julos                | 65236      | Julosais        | 5,86             | 457 (2022)                        | 78                 |
| Juncalas             | 65237      | Juncalésiens    | 3,51             | 167 (2022)                        | 48                 |
| Lagarde              | 65244      | Lagardais       | 4,91             | 530 (2022)                        | 108                |
| Laloubère            | 65251      | Laloubériens    | 4,05             | 1 858 (2022)                      | 459                |
| Lamarque-Pontacq     | 65252      | Lamarquais      | 10,85            | 867 (2022)                        | 80                 |
| Lanne                | 65257      | Lannais         | 5,75             | 604 (2022)                        | 105                |
| Layrisse             | 65268      | Layrissois      | 3,33             | 245 (2022)                        | 74                 |
| Lézignan             | 65271      | Lézignanais     | 2,56             | 358 (2022)                        | 140                |
| Loubajac             | 65280      | Loubajacais     | 6,55             | 435 (2022)                        | 66                 |
| Loucrup              | 65281      | Loucrupois      | 3,62             | 256 (2022)                        | 71                 |
| Louey                | 65284      | Loueyais        | 6,06             | 1 106 (2022)                      | 183                |
| Lourdes              | 65286      | Lourdais        | 36,94            | 13 266 (2022)                     | 359                |
| Lugagnan             | 65291      | Lugagnacais     | 0,75             | 163 (2022)                        | 217                |
| Luquet               | 65292      | Luquetois       | 8,17             | 422 (2022)                        | 52                 |
| Momères              | 65313      | Momèriens       | 2,34             | 731 (2022)                        | 312                |
| Montignac            | 65321      | Montignacois    | 1,07             | 136 (2022)                        | 127                |
| Odos                 | 65331      | Odosséens       | 8,77             | 3 291 (2022)                      | 375                |
| Omex                 | 65334      | Omexéens        | 5,53             | 222 (2022)                        | 40                 |
| Orincles             | 65339      | Orinclais       | 5,86             | 361 (2022)                        | 62                 |
| Orleix               | 65340      | Orleixois       | 8,28             | 1 929 (2022)                      | 233                |
| Ossen                | 65343      | Ossennois       | 6,91             | 233 (2022)                        | 34                 |
| Ossun                | 65344      | Ossunois        | 27,59            | 2 352 (2022)                      | 85                 |
| Ossun-ez-Angles      | 65345      | Ossunois        | 2,14             | 57 (2022)                         | 27                 |
| Ourdis-Cotdoussan    | 65348      | Ourdoussanais   | 4,85             | 43 (2022)                         | 8,9                |
| Ourdon               | 65349      | Ourdonnais      | 2,66             | 14 (2022)                         | 5,3                |
| Oursbelille          | 65350      | Oursbelillois   | 11,33            | 1 215 (2022)                      | 107                |
| Ousté                | 65351      | Oustiens        | 2,35             | 35 (2022)                         | 15                 |
| Paréac               | 65355      | Paréaquais      | 2,42             | 76 (2022)                         | 31                 |
| Peyrouse             | 65360      | Peyrousiens     | 4,8              | 274 (2022)                        | 57                 |
| Poueyferré           | 65366      | Poueyferréens   | 6,2              | 830 (2022)                        | 134                |
| Saint-Créac          | 65386      | Saint-Créacais  | 2,2              | 102 (2022)                        | 46                 |
| Saint-Martin         | 65392      | Saint-Martinois | 8,08             | 437 (2022)                        | 54                 |
| Saint-Pé-de-Bigorre  | 65395      | Saint-Péens     | 43,44            | 1 150 (2022)                      | 26                 |
| Salles-Adour         | 65401      | Sallois         | 2,48             | 568 (2022)                        | 229                |
| Sarniguet            | 65406      | Sanguinetois    | 2,07             | 259 (2022)                        | 125                |
| Sarrouilles          | 65410      | Sarrouillais    | 4,21             | 541 (2022)                        | 129                |
| Ségus                | 65415      | Ségusiens       | 10,72            | 259 (2022)                        | 24                 |
| Séméac               | 65417      | Séméacais       | 6,29             | 5 202 (2022)                      | 827                |
| Sère-Lanso           | 65421      |                 | 4,27             | 41 (2022)                         | 9,6                |
| Séron                | 65422      | Séronnais       | 9,29             | 331 (2022)                        | 36                 |
| Soues                | 65433      | Souessois       | 3,9              | 3 000 (2022)                      | 769                |
| Tarbes               | 65440      | Tarbais         | 15,33            | 44 529 (2022)                     | 2 905              |
| Vielle-Adour         | 65464      | Viellais        | 5,82             | 488 (2022)                        | 84                 |
| Viger                | 65470      | Vigérois        | 3,37             | 143 (2022)                        | 42                 |
| Visker               | 65479      | Viskerois       | 4,16             | 368 (2022)                        | 88                 |

### Démographie
| 1968    | 1975    | 1982    | 1990    | 1999    | 2009    | 2014    | 2020    | 2021    |
| ------- | ------- | ------- | ------- | ------- | ------- | ------- | ------- | ------- |
| 117 003 | 122 743 | 125 023 | 122 914 | 122 106 | 124 444 | 122 970 | 125 873 | 127 248 |

## Administration

### Siège
Le siège de la communauté d'agglomération est situé à Juillan.

### Les élus
Le conseil communautaire de la communauté d'agglomération se compose de 133 conseillers, représentant chacune des communes membres et élus pour une durée de six ans.
Ils sont répartis comme suit :
| Nombre de conseillers | Communes                                   |
| --------------------- | ------------------------------------------ |
| 27                    | Tarbes                                     |
| 9                     | Lourdes                                    |
| 5                     | Aureilhan                                  |
| 3                     | Bordères-sur-l'Échez, Séméac               |
| 2                     | Barbazan-Debat, Ibos, Juillan, Odos, Soues |
| 1 (+1 suppléant)      | les 76 autres communes                     |

### Présidence
À l'issue des élections municipales et communautaires de 2020, le conseil communautaire de la communauté d'agglomération a réélu Gérard Trémège comme président ainsi que 15 vice-présidents.
Le bureau communautaire est composé du président, de 15 vice-présidents :
- Vice-Présidents :

1. Patrick Vignes (maire de Laloubère)
2. Thierry Lavit (maire de Lourdes)
3. Yannick Boubée (maire d’Aureilhan)
4. Fabrice Sayous (maire de Juillan)
5. Jean-Claude Beaucoueste (maire de Saint-Pé-de-Bigorre)
6. Jérome Crampe (maire de Bordères-sur-l'Échez)
7. Jean-Michel Ségneré (maire de Horgues)
8. Gérard Clavé (maire de Bartrès)
9. Denis Fegné (maire d’Ibos)
10. Marc Begorre (maire de Lamarque-Pontacq)
11. Valérie Lanne (maire d’Arrayou-Lahitte)
12. Évelyne Ricart (adjointe au maire d’Aurensan)
13. André Laborde (maire d’Aspin-en-Lavedan)
14. Jean-Claude Piron (conseiller municipal de Tarbes)
15. Jean-Christian Pedeboy (maire de Barbazan-Debat)

et de 40 autres membres.
| Période          | Période                       | Identité       | Étiquette | Qualité                                                     |
| ---------------- | ----------------------------- | -------------- | --------- | ----------------------------------------------------------- |
| 1er janvier 2017 | En cours (au 15 juillet 2020) | Gérard Trémège | LR        | Maire de Tarbes depuis 2001 Conseiller régional (2004-2021) |

### Compétences
Au 1er octobre 2021, les compétences exercées par la communauté d'agglomération sont au nombre de 42.

### Régime fiscal et budget
Le régime fiscal de la communauté d'agglomération est la fiscalité professionnelle unique (FPU).

## Projets et réalisations

### Réalisations

#### Transports urbains

TLP Mobilités.

Toutes les communes de l'agglomération sont desservies par un réseau de bus dénommé TLP Mobilités. Ce réseau comprend divers services tels que :
- les lignes de bus autour de Tarbes et Lourdes ;
- le transport à la demande (TAD) ;
- le transport pour les personnes à mobilité réduite (PMR) ;
- le service de vélopartage ;
- le service d'autopartage.

#### Développement économique
La politique économique de la communauté d'agglomération Tarbes-Lourdes-Pyrénées se concentre autour de plusieurs territoires d'entreprises s'illustrant dans l'aéronautique, la céramique, l'agro-alimentaire ou l'environnement :
- le parc de Bastillac Université de Tarbes,
- le parc des Pyrénées d'Ibos,
- l'Ecoparc de Bordères-sur-l'Échez,
- le parc de l'Adour de Séméac et de Soues,
- le parc artisanal d'Orleix,
- le parc artisanal et commercial de Cognac de Tarbes.

Elle met à la disposition des entrepreneurs des hôtels et des pépinières d'entreprises.

#### Pôle Universitaire
Il participe au développement du pôle Universitaire tarbais qui abrite notamment des antennes de deux universités toulousaines Toulouse-III-Paul-Sabatier et  Toulouse-Jean-Jaurès (IUT, IUFM...), de l'Université de Pau et des Pays de l'Adour  (Staps...), l’École Nationale d'Ingénieurs de Tarbes (ENIT) et le campus Veolia.

#### Gestion d'équipements culturels, sportifs ou environnementaux
La communauté d'agglomération Tarbes-Lourdes-Pyrénées gère ou participe au fonctionnement :
- des 4 piscines (centre nautique Paul Boyrie et piscine Tournesol à Tarbes, piscine Michel Rauner à Séméac et Centre Aquatique à Lourdes)
- de la maison de l'escrime
- de la maison des Arts martiaux
- de l'hippodrome de Laloubère
- de la médiathèque Louis Aragon, des 7 bibliothèques et du bibliobus
- de 9 écoles de musique et de danse dont le conservatoire Henri Duparc
- de la scène nationale Le Parvis
- de base de données qui ont pour objectif le recensement de l’ensemble des richesses patrimoniales.

En matière environnementale, il planifie l'élimination des déchets ménagers à travers SYMAT-SMTD65 et s'occupe de différentes promenades :
- le Trait Vert
- le CaminAdour
- le Chemin Vert.